# Kurt Weis
Kurt Weis (* 20. Oktober 1940 in Mannheim) ist ein deutscher Soziologe.

## Leben
Weis studierte Rechtswissenschaften und bildete sich in Deutschland und den USA zum Kriminologen, Soziologen und Anthropologen aus. 1968 promovierte er an der Harvard University. Danach arbeitete er an den Universitäten in Chicago, Berkeley und Hawaii. 1979 habilitierte er sich in Saarbrücken im Fach Soziologie. Ab 1980 lehrte Weis an der Technischen Universität München, wo er von 2002 bis zu seiner Emeritierung 2006 das Fachgebiet Soziologie leitete, an dem die beiden neuen Fakultäten für Sportwissenschaft und Wirtschaftswissenschaften der TUM beteiligt sind. Danach übernahm er vorübergehend eine Gastprofessur in Hawaii.
Seit 1992 ist Weis Mitglied der Europäischen Akademie der Wissenschaften und Künste und seit 1998 Associate des Hawaii Research Center For Future Studies.
Kurt Weis lebt mit seiner Ehefrau Felicitas in Starnberg.

## Wirken
Forschungs- und Publikationsschwerpunkte von Weis sind die Sport-, Jugend-, Devianz-, Religions- und Techniksoziologie, die Zeit- und Zukunftsforschung. Die Vielseitigkeit des Wissenschaftlers dokumentiert sich auch in den interdisziplinären Ringvorlesungen und Symposien, die er seit 1991 an der TUM veranstaltete:
- Bilder vom Menschen in Wissenschaft, Technik und Religion (1991/1992)
- Was ist Zeit? (1993–1995)
- Neue Denkhorizonte am Ende der Moderne: Perspektivenwechsel in Wissenschaft, Technik und Religion (2000/01)
- Extremsport und Erfahrungssuche in der Natur. Existenzerfahrungen, Grenzüberschreitungen, Erlebnispädagogik (2003)[1]
- 1. Münchner Erfahrungstage vom 3.–5. Mai 2003 an der TUM: Extremsport und Erfahrungssuche in der Natur (u. a. mit dem Extrem-Kletterer Alexander Huber, dem Psychotherapeuten Ruediger Dahlke und dem Astronauten Ulrich Walter)
- 2. Münchner Erfahrungstage vom 27.–29. Januar 2006 an der TUM: Wüste, Wald und Wasser, Erfahrungs- und Sinnsuche in der Natur
- 3. Münchner Erfahrungstage vom 15.–17. April 2011 in der Schweisfurth-Stiftung: Das Abenteuer der Grenzerfahrung in unterschiedlichen Bewusstseinskulturen, mit den Referenten Franz-Theo Gottwald, Bruce Werber, Christian Hackbarth-Johnson, Bruno Baumann, Sylvester Walch, Regina Lindinger, Michaela Mihriban Özelsel, Werner Schneider, Harald Walach, Dieter Vaitl, Torsten Passie, Sadhu Videhe alias Sebastian Chembakam, Michael von Brück, Franz Pfitzner, Geseko von Lüpke, Klaus Jahn und Paul Kohtes

Weis beschrieb sich selbst im Programmheft der 3. Münchner Erfahrungstage wie folgt: 

„[Er] sucht den Weg vom Buchwissen zum naturnahen Erfahrungswissen und verfolgt dessen Anwendungsrelevanz. Dafür besuchte er die indigenen Völker im tropischen Regenwald, die Gipfel der Alpen und die Höhen Tibets, lernte von den Eskimos sein Iglu zu bauen, lief in München manchen Marathon, durchquerte zu Fuß die Wüste Gobi (2003) und die Takla Makan (2006), unterwarf sich den Ritualen der Medizinmänner am Amazonas (2008) und vertiefte sich in die spirituellen Wege Indiens (2005–2009). Bis November 2005 ruderte er im Professoren-Achter für die TU München. Bis 2006 segelte er alljährlich mit seinen Studenten auf der Ostsee. Jetzt zu Hause segelt er gern auf dem Starnberger See.“

## Schriften (Auswahl)
- Kurt Weis: Die Vergewaltigung und ihre Opfer. Enke, Stuttgart 1992, ISBN 3-432-92431-3.
- Stefan Böschen, Kurt Weis: Die Gegenwart der Zukunft. Perspektiven zeitkritischer Wissenspolitik. VS, Wiesbaden 2007, ISBN 978-3-531-14641-6.
- Kurt Weis, Robert Gugutzer (Hrsg.): Handbuch Sportsoziologie. Hofmann, Schorndorf 2008, ISBN 978-3-7780-4660-9.